# Wànur ibn Abi-Bakr
Wànur ibn Abi-Bakr (àrab: وانور بن أبي بكر, Wānūr b. Abī Bakr) fou el primer valí almoràvit de Mayurqa (1116–1126). Després de la ràtzia pisano-catalana pretengué traslladar la capital de l'illa a l'interior, cosa que provocà la revolta de la població local i, sufocada aquesta, l'ajusticiament dels seus dirigents. Revoltada de nou la població, va ser fet presoner i els mallorquins enviaren una ambaixada a Alí ibn Yússuf que el destituí i l'envià pres al nord d'Àfrica.